# الكويت في الألعاب الآسيوية 2022
تنافست الكويت في دورة الألعاب الآسيوية 2022 في هانغتشو. كان من المقرر أصلاً أن تقام الألعاب في عام 2022، ولكن تأجلت وأعيد جدولتها إلى 23 سبتمبر حتى 8 أكتوبر 2023، بسبب جائحة كوفيد-19. اختير الرماة خالد المضف وإيمان الشماع كحاملي علم لحفل الافتتاح حيث حضر ولي العهد مشعل الأحمد الحفل.

## الحائزون على الميداليات
| الميدالية | الاسم                                                           | الرياضة     | الحدث                   | التاريخ   |
| --------- | --------------------------------------------------------------- | ----------- | ----------------------- | --------- |
| ذهبية     | عبد الله الرشيدي (لاعب رماية)                                   | الرماية     | السكيت للرجال           | 27 سبتمبر |
| ذهبية     | يعقوب اليوحة                                                    | ألعاب القوى | 110 متر حواجز رجال      | 2 أكتوبر  |
| ذهبية     | Fahad Al-Ajmi                                                   | الكاراتيه   | كوميتيه وزن 67 كغم رجال | 7 أكتوبر  |
| فضية      | عبد الله الرشيدي (لاعب رماية) Eman Al-Shamaa                    | الرماية     | فريق السكيت المختلط     | 28 سبتمبر |
| فضية      | عبد الرحمن الفيحان خالد المضف طلال الرشيدي                      | الرماية     | فريق التراب للرجال      | 1 أكتوبر  |
| فضية      | طلال الرشيدي                                                    | الرماية     | التراب للرجال           | 1 أكتوبر  |
| فضية      | Abdullah Shaaban                                                | الكاراتيه   | كوميتيه وزن 60 كغم رجال | 6 أكتوبر  |
| برونزية   | Yousef Al-Shamlan                                               | المبارزة    | سيف فردي رجال           | 25 سبتمبر |
| برونزية   | منتخب اليد الكويتي                                              | كرة اليد    | رجال                    | 5 أكتوبر  |
| برونزية   | Sayed Salman Al-Mosawi                                          | الكاراتيه   | كاتا رجال               | 5 أكتوبر  |
| برونزية   | Mohammed Husain Sayed Mohammed Al-Mosawi Sayed Salman Al-Mosawi | الكاراتيه   | كاتا جماعي رجال         | 8 أكتوبر  |

| الرياضة     | الأول | الثاني | الثالث | المجموع |
| ألعاب القوى | 1     | 0      | 0      | 1       |
| المبارزة    | 0     | 0      | 1      | 1       |
| كرة اليد    | 0     | 0      | 1      | 1       |
| الكاراتيه   | 1     | 1      | 2      | 4       |
| الرماية     | 1     | 3      | 0      | 4       |
| المجموع     | 3     | 4      | 4      | 11      |

| التاريخ   | الأول | الثاني | الثالث | المجموع |
| 25 سبتمبر | 0     | 0      | 1      | 1       |
| 27 سبتمبر | 1     | 0      | 0      | 1       |
| 28 سبتمبر | 0     | 1      | 0      | 1       |
| 1 أكتوبر  | 0     | 2      | 0      | 2       |
| 2 أكتوبر  | 1     | 0      | 0      | 1       |
| 5 أكتوبر  | 0     | 0      | 2      | 2       |
| 6 أكتوبر  | 0     | 1      | 0      | 1       |
| 7 أكتوبر  | 1     | 0      | 0      | 1       |
| 8 أكتوبر  | 0     | 0      | 1      | 1       |
| المجموع   | 3     | 4      | 4      | 11      |

## المنافسون
أرسلت الكويت 133 رياضيًا، 111 رجلًا و22 امرأة، في 25 رياضة.
| رياضة                | الرجال | السيدات | المجموع |
| -------------------- | ------ | ------- | ------- |
| الرياضات المائية     | 2      | 0       | 2       |
| ألعاب القوى          | 5      | 2       | 7       |
| الرماية              | 5      | 4       | 9       |
| ملاكمة               | 3      | 1       | 4       |
| الشطرنج              | 1      | 1       | 2       |
| ركوب الدراجات        | 2      | 2       | 4       |
| الفروسية             | 4      | 0       | 4       |
| الرياضات الإلكترونية | 2      | 0       | 2       |
| سياج                 | 9      | 0       | 9       |
| كرة القدم            | 18     | 0       | 18      |
| الجولف               | 1      | 0       | 1       |
| الجمباز              | 0      | 1       | 1       |
| كرة اليد             | 16     | 0       | 16      |
| المصارعة اليابانية   | 5      | 0       | 5       |
| الجودو               | 2      | 0       | 2       |
| الكاراتيه            | 6      | 1       | 7       |
| كوراش                | 3      | 0       | 3       |
| تجديف                | 3      | 2       | 5       |
| إطلاق نار            | 12     | 7       | 19      |
| رياضة التسلق         | 1      | 0       | 1       |
| قرع                  | 4      | 0       | 4       |
| التايكوندو           | 2      | 0       | 2       |
| التنس                | 3      | 0       | 3       |
| تيراثلون             | 1      | 1       | 2       |
| مصارعة               | 1      | 0       | 1       |
| المجموع              | 111    | 22      | 133     |

## كرة القدم
أوقعت القرعة منتخب الكويت تحت 23 سنة للرجال في المجموعة الخامسة من دورة الألعاب الآسيوية.
ملخص
مفتاح:
- و.ب.إ – وقت إضافي.
- ر.ت – مباراة حُسمت بركلات الترجيح.

| فريق        | حدث              | مرحلة المجموعات        | مرحلة المجموعات | مرحلة المجموعات | مرحلة المجموعات | دور الـ16   | ربع النهائي | نصف النهائي | النهائي / BM | النهائي / BM |
| فريق        | حدث              | الخصم نتيجة            | الخصم نتيجة     | الخصم نتيجة     | رتبة            | الخصم نتيجة | الخصم نتيجة | الخصم نتيجة | الخصم نتيجة  | رتبة         |
| ----------- | ---------------- | ---------------------- | --------------- | --------------- | --------------- | ----------- | ----------- | ----------- | ------------ | ------------ |
| رجال الكويت | كرة القدم للرجال | كوريا الجنوبية · خ 0–9 | البحرين · ت 1–1 | تايلاند · ت 1–1 | 4               | لم يتقدم    | لم يتقدم    | لم يتقدم    | لم يتقدم     | لم يتقدم     |

### بطولة الرجال
قائمة

## كرة اليد
ملخص
مفتاح:
- و.ب.إ – وقت إضافي.
- ر.ت – مباراة حُسمت بركلات الترجيح.

| فريق        | حدث          | تمهيدي                                           | واقفًا | الرئيسية / Class.                                                                | رتبة /واقفًا | نصف النهائي / Pl. | نهائي / BM / Pl.    | نهائي / BM / Pl. |
| فريق        | حدث          | الخصم نتيجة                                      | واقفًا | الخصم نتيجة                                                                      | رتبة /واقفًا | الخصم نتيجة       | الخصم نتيجة         | الترتيب          |
| ----------- | ------------ | ------------------------------------------------ | ----- | -------------------------------------------------------------------------------- | ----------- | ----------------- | ------------------- | ---------------- |
| رجال الكويت | بطولة الرجال | المجموعة أ · تايلاند : ف 49-19 · الصين : ف 27-24 | 1 س   | المجموعة الأولى · إيران : ف 24-22 · كوريا الجنوبية : ف 25-24 · البحرين : خ 25-34 | 2 Q         | قطر · ل 24-29     | اليابان · غرب 31-30 | الثالث           |

### بطولة الرجال
الدور التمهيدي – المجموعة أ
الجولة الرئيسية – المجموعة الأولى
نصف النهائي
مباراة الميدالية البرونزية

## إطلاق نار
أعلنت اللجنة الأولمبية الكويتية إرسال 19 رامياً للمشاركة في دورة الألعاب الآسيوية.
الرجال
فردي
| رياضي              | حدث                 | التأهل | التأهل | النهائي  | النهائي  |
| رياضي              | حدث                 | نتيجة  | ترتيب  | نتيجة    | ترتيب    |
| ------------------ | ------------------- | ------ | ------ | -------- | -------- |
| عبدالله الحربي     | مسدس هوائي 10 أمتار | 615.3  | 48     | لم يتقدم | لم يتقدم |
| علي المطيري        | مسدس هوائي 10 أمتار | 618.3  | 41     | لم يتقدم | لم يتقدم |
| سعود السبيعي       | مسدس هوائي 10 أمتار | 613.6  | 51     | لم يتقدم | لم يتقدم |
| عبدالله الرشيدي    | سكيت                | 120    | 6 س    | 60       | الأول    |
| منصور الرشيدي      | سكيت                | 116    | 19     | لم يتقدم | لم يتقدم |
| عبد العزيز السعد   | سكيت                | 113    | 26     | لم يتقدم | لم يتقدم |
| عبد الرحمن الفيحان | الإطلاق             | 119    | 12     | لم يتقدم | لم يتقدم |
| خالد المضف         | الإطلاق             | 120    | 4      | 21       | 6        |
| طلال الرشيدي       | الإطلاق             | 120    | 3      | 45       | الثاني   |

سيدات
فردي
| رياضي          | حدث         | التأهل | التأهل | نهائي    | نهائي    |
| رياضي          | حدث         | نتيجة  | ترتيب  | نتيجة    | ترتيب    |
| -------------- | ----------- | ------ | ------ | -------- | -------- |
| أميرة عوض      | مسدس 25 متر | 268-7x | 42     | لم تتقدم | لم تتقدم |
| أفراح محمد     | سكيت        | 108    | 19     | لم تتقدم | لم تتقدم |
| إيمان الشمعة   | سكيت        | 113    | 10     | لم تتقدم | لم تتقدم |
| فاطمة الزعابي  | سكيت        | 95     | 23     | لم تتقدم | لم تتقدم |
| هاجر عبد الملك | الإطلاق     | 102    | 21     | لم تتقدم | لم تتقدم |
| شهد الحوال     | الإطلاق     | 114    | 6      | 21       | 5        |
| سارة الحوال    | الإطلاق     | 102    | 22     | لم تتقدم | لم تتقدم |

فريق
| رياضي                                           | حدث                   | النهائي     | النهائي |
| رياضي                                           | حدث                   | نتيجة       | الترتيب |
| ----------------------------------------------- | --------------------- | ----------- | ------- |
| عبدالله الحربي علي المطيري سعود السبيعي         | مسدس هواء 10 م للرجال | 1847.2-122x | 14      |
| عبد الله الرشيدي منصور الرشيدي عبد العزيز السعد | فريق السكيت للرجال    | 349         | 6       |
| أفراح محمد إيمان الشمعة فاطمة الزعابي           | فريق السكيت النسائي   | 316         | 7       |
| عبد الرحمن الفيحان خالد المضف طلال الرشيدي      | فريق الإطلاق - رجال   | 359         | الثاني  |
| هاجر عبد الملك شهد الحوال سارة الحوال           | فريق السكيت النسائي   | 318         | 7       |

فريق مختلط
| رياضي                        | حدث         | التأهل | التأهل  | النهائي | النهائي |
| رياضي                        | حدث         | نتيجة  | الترتيب | نتيجة   | الترتيب |
| ---------------------------- | ----------- | ------ | ------- | ------- | ------- |
| عبدالله الرشيدي إيمان الشمعة | فريق السكيت | 149    | 1       | 35      | الثاني  |

## تسلق رياضي
سرعة
| رياضي        | حدث        | التأهل | التأهل | دور الـ16 | ربع النهائي | نصف النهائي | النهائي / BM | النهائي / BM |
| رياضي        | حدث        | أفضل   | ترتيب  | الخصم وقت | الخصم وقت   | الخصم وقت   | الخصم وقت    | الترتيب      |
| ------------ | ---------- | ------ | ------ | --------- | ----------- | ----------- | ------------ | ------------ |
| ناصر أبورقيب | مِلك الرجال | 8.474  | 23     | لم يتقدم  | لم يتقدم    | لم يتقدم    | لم يتقدم     | لم يتقدم     |

## التنس
الرجال
| رياضي                    | حدث         | دور الـ64                      | دور الـ32                                   | دور الـ16                                   | ربع النهائي                                 | نصف النهائي                                 | النهائي                                     | النهائي  |
| رياضي                    | حدث         | الخصم نتيجة                    | الخصم نتيجة                                 | الخصم نتيجة                                 | الخصم نتيجة                                 | الخصم نتيجة                                 | الخصم نتيجة                                 | الترتيب  |
| ------------------------ | ----------- | ------------------------------ | ------------------------------------------- | ------------------------------------------- | ------------------------------------------- | ------------------------------------------- | ------------------------------------------- | -------- |
| بدر القحطاني             | أغاني فردية | Fomin (أوزبكستان) · ل 0-6، 4-6 | لم يتقدم                                    | لم يتقدم                                    | لم يتقدم                                    | لم يتقدم                                    | لم يتقدم                                    | لم يتقدم |
| عيسى قبازرد              | أغاني فردية | Samrej (تايلاند) · ل 1-6، 4-6  | لم يتقدم                                    | لم يتقدم                                    | لم يتقدم                                    | لم يتقدم                                    | لم يتقدم                                    | لم يتقدم |
| بدر القحطاني عيسى قبازرد | الزوجي      | -                              | Fomin / · Sultanov (أوزبكستان) · خ 3-6، 1-6 | Fomin / · Sultanov (أوزبكستان) · خ 3-6، 1-6 | Fomin / · Sultanov (أوزبكستان) · خ 3-6، 1-6 | Fomin / · Sultanov (أوزبكستان) · خ 3-6، 1-6 | Fomin / · Sultanov (أوزبكستان) · خ 3-6، 1-6 | لم يتقدم |